# Sempervivum minutum
Sempervivum minutum är en fetbladsväxtart som först beskrevs av Gustav Kunze och Heinrich Moritz Willkomm, och fick sitt nu gällande namn av Carl Fredrik Nyman och C. Pau. Sempervivum minutum ingår i släktet taklökar, och familjen fetbladsväxter. Inga underarter finns listade i Catalogue of Life.

## Bildgalleri

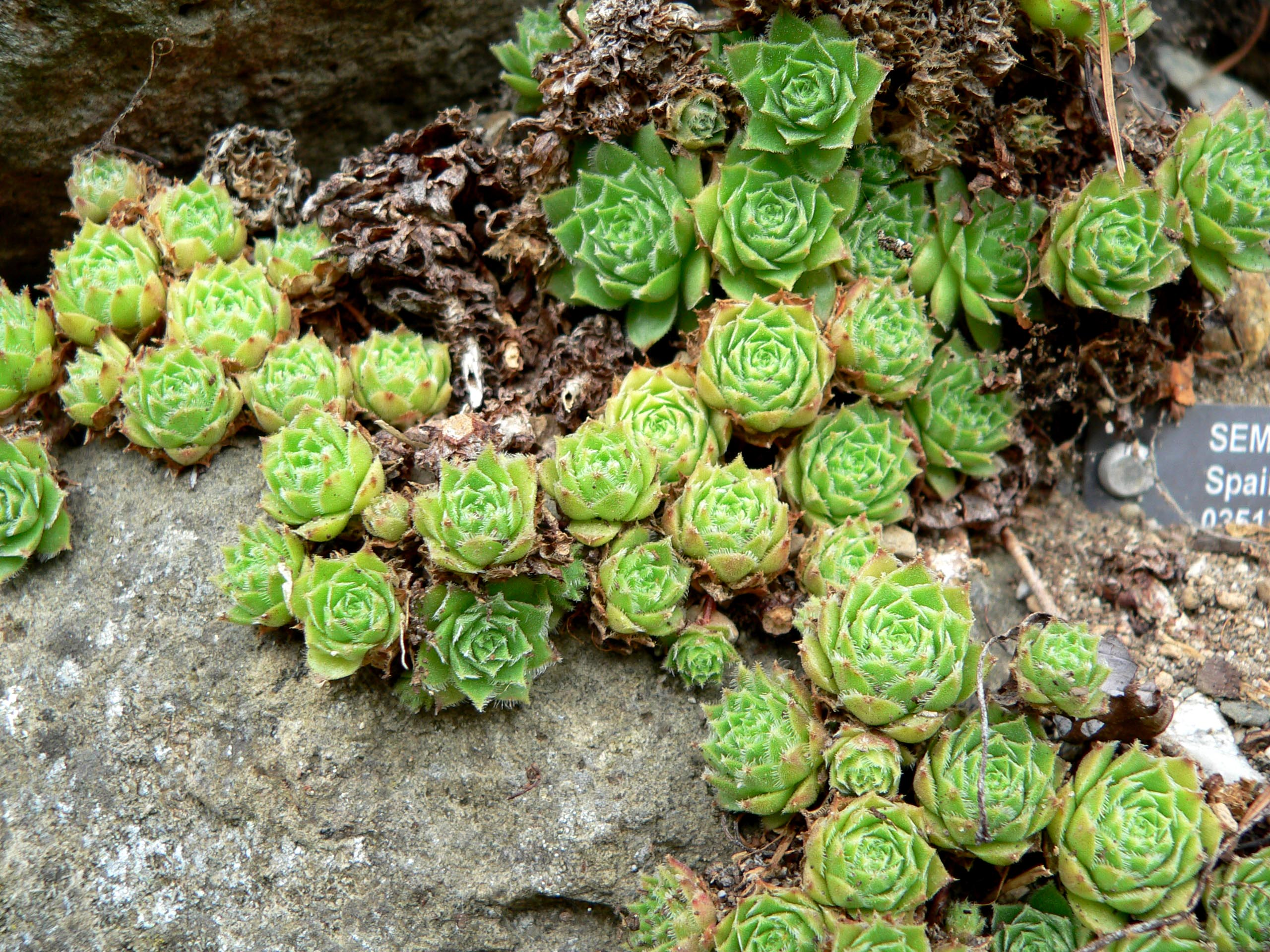
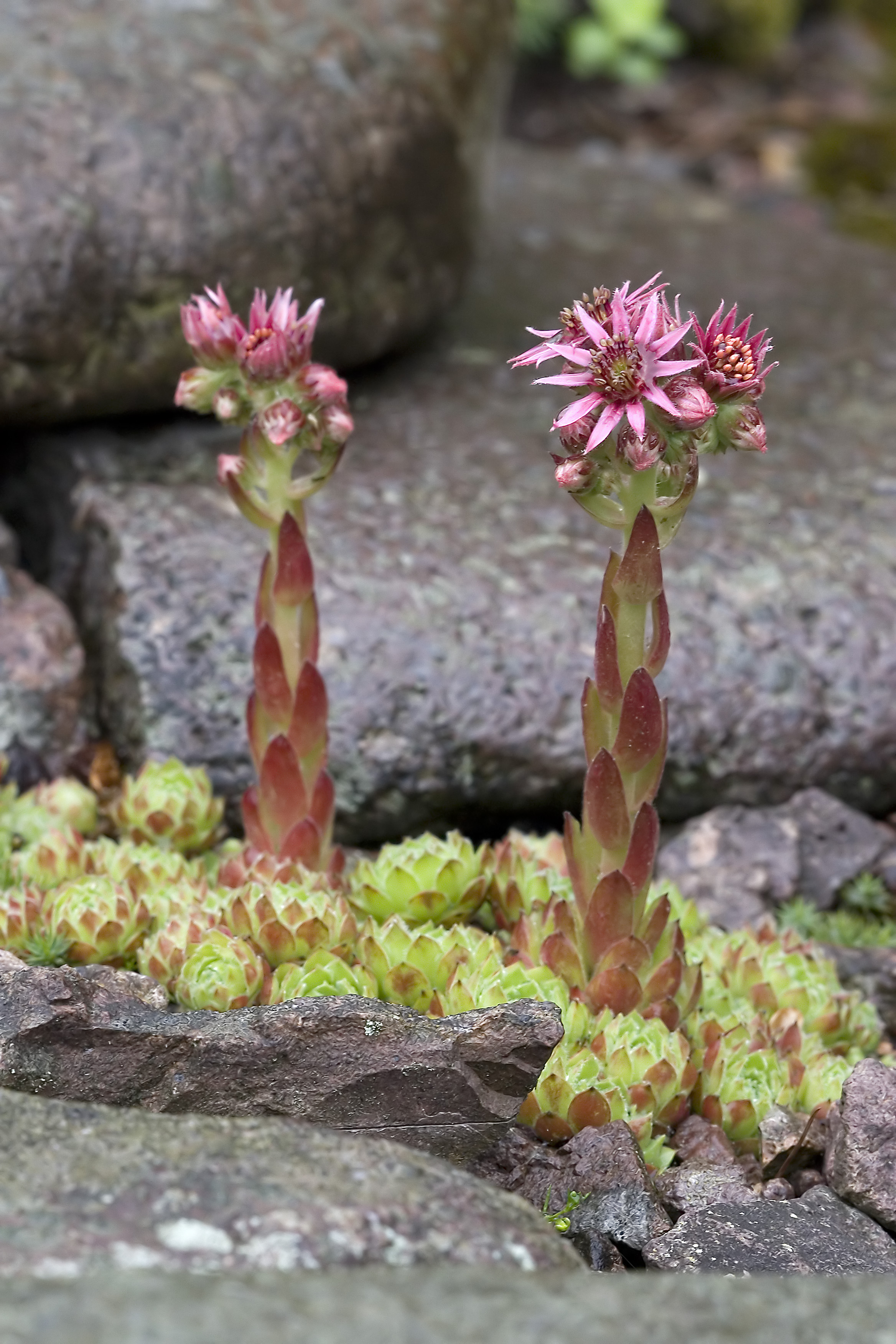